# منشأة شفيق
قرية منشأة شفيق هي إحدى القرى التابعة لمركز منيا القمح في محافظة الشرقية في جمهورية مصر العربية. حسب إحصاءات سنة 2006، بلغ إجمالي السكان في منشأة شفيق 3932 نسمة، منهم 2045 رجل و1887 امرأة.